# Caragana liouana
Caragana liouana là một loài thực vật có hoa trong họ Đậu. Loài này được Zhao Y. Chang & Yakovlev mô tả khoa học đầu tiên năm 2010.